# Holotrichia vethi
Holotrichia vethi är en skalbaggsart som beskrevs av Moser 1914. Holotrichia vethi ingår i släktet Holotrichia och familjen Melolonthidae. Inga underarter finns listade i Catalogue of Life.